# Riedberger Horn
Riedberger Horn (také Riedbergerhorn ) je s nadmořskou výškou 1787  m n.n. nejvyšší hora skupiny Hörnergruppe v západních Algavských Alpách. Vypíná se mezi Balderschwang a Obermaiselstein v Bavorsku.

## Geografie
Riedberger Horn stoupá jako nápadná travnatá hora východo-jihovýchodně od Balderschwang a severozápadně od Riedbergpass.
300 metrů na sever od hlavního vrcholu leží vedlejší vrchol (1754 m) s vysílací stanicí. Tam s hřeben dělí na severozápadní k Dreifahnenkopf (1628 m) a Höllritzereck (1669 m) a severovýchodní k Ochsenkopf (1662 m).
V okolí Riedberger Horn vede hlavní evropské rozvodí Rýn - Dunaj.

## Geologie
Geologicky je Riedberger Horn tvořen zvětralým flyšem, měkkou, často vlhkou vrstvou skály.

## Flóra a fauna
Populace borůvek a alpínských růží roste na všech úbočích hory. Ze zvířat je nejvýznamnější tetřívek. Hora a její okolí patří do chráněného přírodního území.

## Turistika

### Lyžování
Riedberger Horn patří mezi nejkrásnější německé hory pro lyžování v terénu. Označil ho tak Luis Trenker.
Pod Riedberger Horn je malé lyžařské středisko na Grasgehrenalpe.

### Vysokohorská turistika
V období bez sněhu navštěvují Riedberger Horn pěší turisté. Výstupy jsou možné z více směrů a nejsou příliš náročné. V době koronavirové epidemie v dubnu roku 2020 dostala skupina turistů pokutu za společný výstup.
Na široké, nezalesněné náhorní plošině se nachází velký kříž, kde se setkávají všechny turistické stezky.
Na severním úpatí stojí horská chata Schwabenhütte a na jihovýchodním svahu Grasgehrenhütte.

### Lyžařský průvodce
- Riedberger Horn. In: Kristian Rath: Lyžařské túry a skialpinismus Allgäu, Panico-Alpinverlag, Köngen 1999, str.   142-143, ISBN 3-926807-73-3 .
- Riedbergerhorn. In: Dieter Seibert: Algavské Alpy a údolí Lech - 50 lyžařských zájezdů pro začátečníky a znalce, lyžařský průvodce Rother, Mnichov 2005, s.   50-51, ISBN 3-7633-5916-8 .
- Riedberger Horn. In: Dieter Seibert: Lyžařský průvodce Algavské Alpy, Bergverlag Rudolf Rother, Mnichov 1986, s mapami 1: 50000, str.   51-56, ISBN 3-7633-5224-4 .

### Zimní turistika
- Berghaus Schwaben a Riedberger Horn In: Heinz Hanewinkel, zimní turistické cíle v Allgäu, Verlag Eberle Immenstadt 1999, s. 2.   26-27, ISBN 3-920269-07-1 .

### Turistický průvodce
- Riedbergerhorn. In: Dieter Seibert: Allgäu 1 - Oberallgäu a Kleinwalsertal, Turistický průvodce Rother, Mnichov 2004, 7. vydání, str.   90-91, ISBN 3-7633-4289-3 .
- Riedbergerhorn. In: Dieter Seibert: Allgäu Alps Alpine AV Guide, Mnichov 2004, 16. vydání, str.   147-148, ISBN 3-7633-1126-2 .
- Riedbergerhorn - v nejvyšším bodě zelených rohů. In: Robert Braun: Nejkrásnější horní Švábské hory, Biberach 1997, 4.   Vydání, str.   20-21, ISBN 3-924489-88-2 .
- Riedberger Horn. In: Peter Nowotny: Nejkrásnější horské túry v Allgäu - horský průvodce Algavské Alpy, AVA Verlag Allgäu, Kempten 1999, s.   80-81, ISBN 3-924809-95-X .